# Édouard Ned
Édouard Ned, de son vrai nom Athanase-Camille Glouden né le 2 février 1873 à Châtillon et mort le 10 août 1949 à Etterbeek, est un professeur, poète, romancier et essayiste belge de langue française.

## Biographie
Après des humanités classiques à Bastogne et des études littéraires aux facultés universitaires Saint-Louis à Bruxelles Édouard Ned est nommé professeur de littérature et d'histoire au Collège Saint-Michel et à l'Institut supérieur de pédagogie à Bruxelles.
Il collabore à diverses revues et journaux engagés, catholiques, patriotiques et littéraires, comme Le Drapeau, Le Florilège, La Belgique artistique et littéraire, Le Journal de Bruxelles, Le Patriote, Le national bruxellois.
En 1895, avec les poètes Georges Ramaekers (1875-1955) et Paul Mussche, il crée La Lutte, revue catholique où l'art est considéré comme un hymne à la gloire de Dieu.
En 1932, il fonde les éditions Durendal.

## Œuvres
- Édouard Ned et Pierre Ickx (illustrateur), Le Parfum des fêtes, Bruxelles-Paris, Durendal-Lethielleux, coll. « Roitelet » (no 55), 1949, 100 p.
- Édouard Ned, Tornade en Gaume : Roman d'une révolution, Bruxelles-Paris, Durendal-Lethielleux, coll. « Durendal », 1946, 190 p.
- Édouard Ned et Pierre Ickx (illustrateur), Le Nuton de Pierre Brangnette, Bruxelles-Paris, coll. « Durendal » (no 34), 1939, 227 p.
- Édouard Ned, Job le glorieux, Bruxelles, Durendal, coll. « Durendal » (no 1), 1933, 218 p.
- Édouard Ned, M. L'Abbé Fleur et le visage des mots, Bruxelles, Éd. de la Jeunesse J.-B. Félix, 1923, 159 p.Réédité sous le titre M. L'Abbé Fleur, Bruxelles, E. Durendal, 1944, 96 p.
- L'ombre du cœur, Histoires et contes, Bibliothèque littéraire Bruxelles et Paris, 1913.
- L'énergie belge, Bruxelles, A. Dewit, 1906[2].

## Hommage
Six ans après sa mort, une plaque commémorative est apposée sur la maison natale d'Édouard Ned à Châtillon, à l'initiative de l'Académie luxembourgeoise.